# Municipio de Tulancingo de Bravo
El municipio de Tulancingo de Bravo es uno de los ochenta y cuatro municipios que conforman el estado de Hidalgo en México. La cabecera municipal y localidad más poblada es Tulancingo.
El municipio se localiza al sureste del territorio hidalguense entre los paralelos 20°3′ y 20°13′ de latitud norte; los meridianos 98°14′ y 98°31′ de longitud oeste; con una altitud de entre 2100 y 2700 m s. n. m. Este municipio cuenta con una superficie de 217.41 km², y representa el 1.04 % de la superficie del estado; dentro de la región geográfica denominada como el Valle de Tulancingo y una pequeña sección a la Comarca Minera.
Colinda al norte con los municipios de Acatlán, Metepec y Acaxochitlán; al este con los municipios de Acaxochitlán y Cuautepec de Hinojosa; al sur con los municipios de Cuautepec de Hinojosa, Santiago Tulantepec de Lugo Guerrero y Singuilucan y al oeste con los municipios de Singuilucan y Acatlán.
Tulancingo de Bravo es el municipio central de la Zona metropolitana de Tulancingo, integrada también por los municipios de Cuautepec de Hinojosa y Santiago Tulantepec de Lugo Guerrero.

## Toponimia

Glifo de Tulancingo.

La palabra Tulancingo proviene del náhuatl Tollan ‘tular’ y tzingo ‘detrás’; por lo que su significado es «En el tular o detrás del tule». Nombrado así en honor al insurgente Nicolás Bravo.

## Geografía

### Relieve e hidrográfica
En cuanto a fisiografía se encuentra dentro de las provincia del Eje Neovolcánico; dentro de la subprovincia Lagos y volcanes de Anáhuac (78.0%), Llanuras y Sierra de Querétaro e Hidalgo (22.0%). Su territorio es sierra (35.0%), valle (31.0%), llanura (22.0%) y lomerío (12.0%). Uno de los cerros más importantes es el del "Tezontle", quien debe su nombre a la piedra volcánica que lo forma, otros son el cerro la Esperanza con altitud de 2480 m s. n. m., el cerro Xocotepec cuya altitud es de 2440 m s. n. m. y el cerro Jagüey Chico con 2320 m s. n. m.
En cuanto a su geología corresponde al periodo neógeno (55.5%) y cuaternario (26.23%). Con rocas tipo ígnea extrusiva:toba ácida (31.0%) y basalto (24.5%); suelo: aluvial (26.23%). En cuanto a cuanto a edafología el suelo dominante es phaeozem (37.23%), vertisol (17.0%), luvisol (14.5%), regosol (12.0%) y andosol (1.0%).
En lo que respecta a la hidrología se encuentra posicionado en la región hidrológica del Pánuco (3.0%); en las cuencas del río Moctezuma; dentro de las subcuenca del río Metztitlán. Cuenta con cuatro cuerpos de agua; que se denominan Los Álamos, Otontepec, San Alejo y La Ciénega.

### Clima

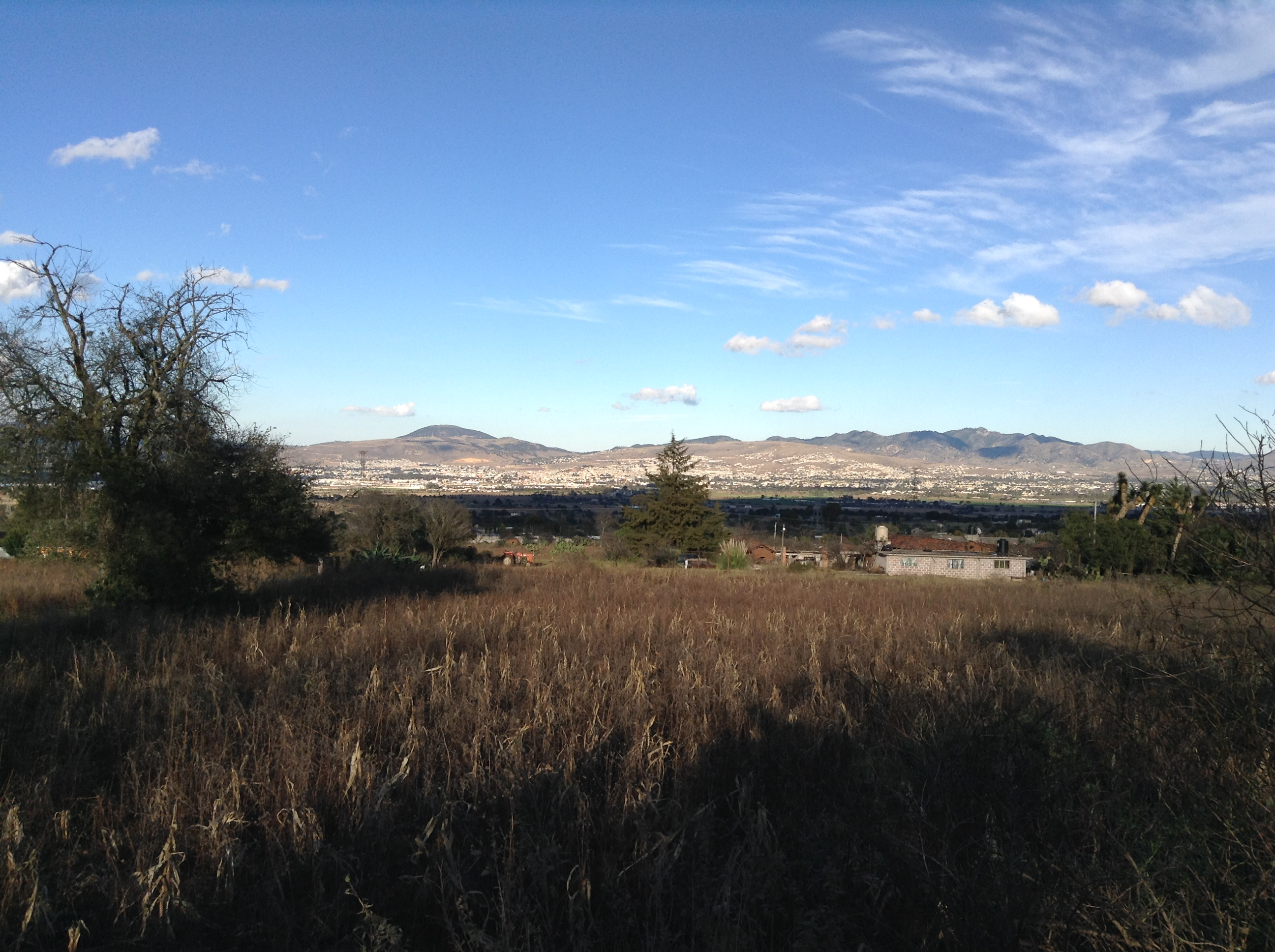
Panorámica del municipio.

El municipio presenta una variedad de climas, Semiseco templado (49.0%), templado subhúmedo con lluvias en verano, de humedad media (34.0%) y templado subhúmedo con lluvias en verano, de mayor humedad (17.0%). Registra una temperatura media anual de 14 °C y con una precipitación pluvial que oscila entre 500 y 553 mm por año.

### Ecología
En flora tiene una vegetación está formada de pino, ocote, oyamel, cedro, nogal y palo de zopilote. En cuanto a fauna se cuenta con conejos, ardillas, roedores, colibrí, gorrión, pájaro carpintero, víbora, lechuza, tejón, codorniz, palomas, tlacuache, zopilote, así como una gran variedad de insectos.

### Límites municipales
| Noroeste: Acatlán                         | Norte: Metepec                                 | Nordeste: Acaxochitlán         |
| Oeste: Acatlán                            |                                                | Este: Acaxochitlán             |
| Suroeste: Singuilucan/Santiago Tulantepec | Sur: Santiago Tulantepec/Cuautepec de Hinojosa | Sureste: Cuautepec de Hinojosa |

## Demografía

### Población
De acuerdo a los resultados que presentó el Censo Población y Vivienda 2020 del INEGI, el municipio cuenta con un total de 168 369 habitantes, siendo 69 767 hombres y 88 602 mujeres. Tiene una densidad de 774.4 hab/km², la mitad de la población tiene 29 años o menos, existen 90 hombres por cada 100 mujeres.
El porcentaje de población que habla lengua indígena es de 2.83 %, en el municipio se habla principalmente otomí (64.1 %), y náhuatl (30.6 %). El porcentaje de población que se considera afromexicana o afrodescendiente es de 1.68 %.
Tiene una Tasa de alfabetización de 99.1 % en la población de 15 a 24 años, de 94.2 % en la población de 25 años y más. El porcentaje de población según nivel de escolaridad, es de 5.3 % sin escolaridad, el 50.2 % con educación básica, el 23.9 % con educación media superior, el 20.5 % con educación superior, y 0.1 % no especificado.
El porcentaje de población afiliada a servicios de salud es de 55.2 %. El 43.9 % se encuentra afiliada al IMSS, el 42.8 % al INSABI, el 11.3 % al ISSSTE, 0.4 % IMSS Bienestar, 0.4 % a las dependencias de salud de PEMEX, Defensa o Marina, 1.2 % a una institución privada, y el 1.0 % a otra institución. El porcentaje de población con alguna discapacidad es de 4.3 %. El porcentaje de población según situación conyugal, el 30.9 % se encuentra casada, el 34.7 % soltera, el 21.1 % en unión libre, el 6.0 % separada, el 2.5 % divorciada, el 4.7 % viuda.
Para 2020, el total de viviendas particulares habitadas es de 45 953 viviendas, representa el 5.4 % del total estatal. Con un promedio de ocupantes por vivienda 3.6 personas. Predominan las viviendas con tabique y block.  En el municipio para el año 2020, el servicio de energía eléctrica abarca una cobertura del 99.6 %; el servicio de agua entubada un 82.4 %; el servicio de drenaje cubre un 99.0 %; y el servicio sanitario un 99.4  %.

### Localidades

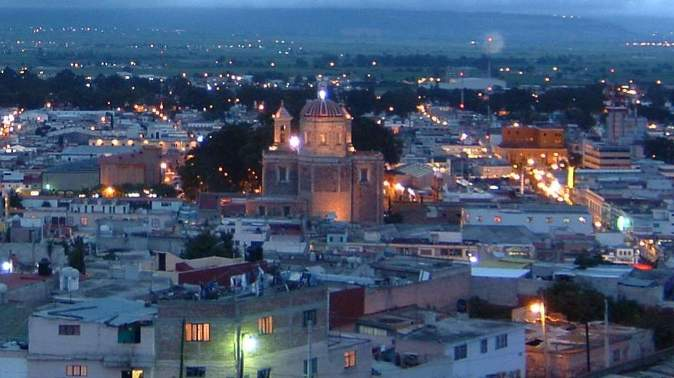
Localidad de Tulancingo.

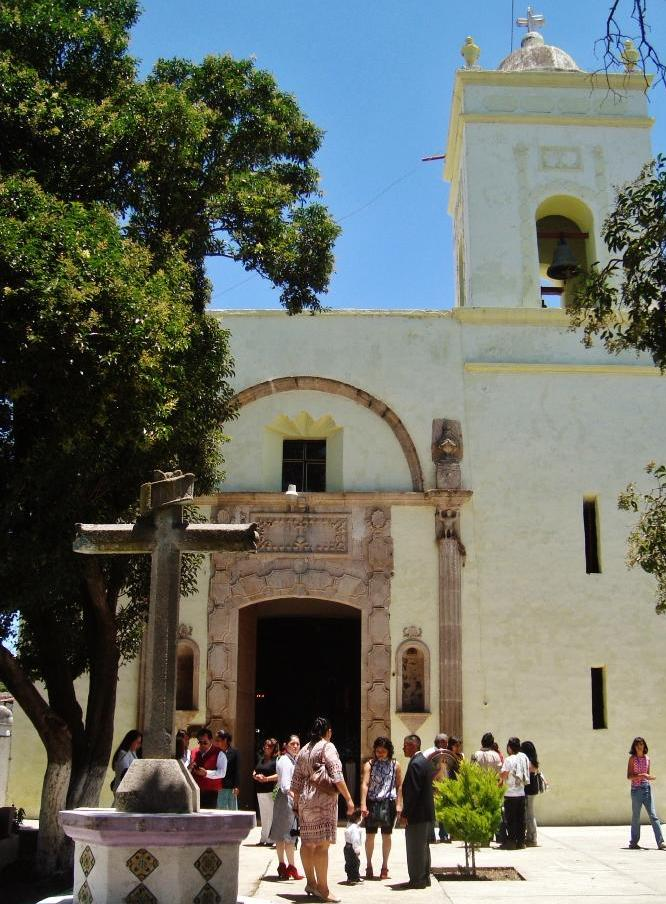
Localidad de Jaltepec.

Para el año 2020, de acuerdo al Catálogo de Localidades, el municipio cuenta con 80 localidades.
| Código INEGI | Localidad                                            | Población (2020) | Porcentaje (%) | Ámbito Población | Categoría Población |
| ------------ | ---------------------------------------------------- | ---------------- | -------------- | ---------------- | ------------------- |
| 130770001    | Tulancingo                                           | 106 163          | 63.054         | Urbana           | Ciudad              |
| 130770010    | Jaltepec                                             | 7973             | 4.735          | Urbana           | Villa               |
| 130770068    | Parque Urbano Napateco                               | 7817             | 4.643          | Urbana           | Villa               |
| 130770053    | Javier Rojo Gómez                                    | 7749             | 4.602          | Urbana           | Villa               |
| 130770018    | Santa Ana Hueytlalpan                                | 5231             | 3.107          | Urbana           | Villa               |
| 130770108    | Rincones de la Hacienda                              | 4626             | 2.748          | Urbana           | Comunidad           |
| 130770020    | Santa María Asunción                                 | 3695             | 2.195          | Urbana           | Comunidad           |
| 130770003    | Ahuehuetitla                                         | 2600             | 1.544          | Urbana           | Comunidad           |
| 130770012    | La Lagunilla                                         | 1580             | 0.938          | Rural            | Comunidad           |
| 130770080    | Viveros de la Loma                                   | 1492             | 0.886          | Rural            | Comunidad           |
| 130770070    | Fraccionamiento del Magisterio Tulancinguense        | 1283             | 0.762          | Rural            | Comunidad           |
| 130770034    | San Antonio Farías                                   | 1244             | 0.739          | Rural            | Comunidad           |
| 130770055    | Napateco                                             | 1153             | 0.685          | Rural            | Comunidad           |
| 130770087    | San Nicolás el Chico [Rancho]                        | 1136             | 0.675          | Rural            | Comunidad           |
| 130770022    | Tepalzingo                                           | 1023             | 0.608          | Rural            | Comunidad           |
| 130770075    | Carlos Salinas de Gortari [Fraccionamiento]          | 1005             | 0.597          | Rural            | Comunidad           |
| 130770097    | Ejido el Paraíso                                     | 786              | 0.467          | Rural            | Comunidad           |
| 130770007    | San Nicolás Cebolletas                               | 752              | 0.447          | Rural            | Comunidad           |
| 130770021    | Santa María el Chico                                 | 749              | 0.445          | Rural            | Comunidad           |
| 130770071    | Pedregal de San Francisco                            | 744              | 0.442          | Rural            | Comunidad           |
| 130770105    | Colonia 2 de Agosto                                  | 743              | 0.441          | Rural            | Comunidad           |
| 130770064    | Ejido Mimila                                         | 716              | 0.425          | Rural            | Comunidad           |
| 130770048    | Acocul Guadalupe                                     | 523              | 0.311          | Rural            | Comunidad           |
| 130770008    | Huajomulco                                           | 508              | 0.302          | Rural            | Comunidad           |
| 130770089    | San Felipe [Colonia]                                 | 483              | 0.287          | Rural            | Ranchería           |
| 130770102    | Lomas del Pedregal [Colonia]                         | 482              | 0.286          | Rural            | Ranchería           |
| 130770057    | Sultepec                                             | 467              | 0.277          | Rural            | Ranchería           |
| 130770079    | San Vicente                                          | 452              | 0.268          | Rural            | Ranchería           |
| 130770017    | San Nicolás el Grande                                | 426              | 0.253          | Rural            | Ranchería           |
| 130770024    | El Abra                                              | 425              | 0.252          | Rural            | Ranchería           |
| 130770042    | Zototlán                                             | 302              | 0.179          | Rural            | Ranchería           |
| 130770041    | San Vidal                                            | 276              | 0.164          | Rural            | Ranchería           |
| 130770072    | Buenos Aires (Ejido Ahuehuetitla) [Colonia]          | 269              | 0.160          | Rural            | Ranchería           |
| 130770005    | Axatempa                                             | 254              | 0.151          | Rural            | Ranchería           |
| 130770002    | Acocul la Palma                                      | 245              | 0.146          | Rural            | Ranchería           |
| 130770098    | San Francisco                                        | 204              | 0.121          | Rural            | Ranchería           |
| 130770059    | Otontepec                                            | 191              | 0.113          | Rural            | Ranchería           |
| 130770074    | Las Colmenas                                         | 171              | 0.102          | Rural            | Ranchería           |
| 130770094    | Ejido Santiago Caltengo                              | 159              | 0.094          | Rural            | Ranchería           |
| 130770073    | Francisco Villa Napateco                             | 156              | 0.093          | Rural            | Ranchería           |
| 130770011    | Laguna del Cerrito                                   | 147              | 0.087          | Rural            | Ranchería           |
| 130770078    | La Raya                                              | 137              | 0.081          | Rural            | Ranchería           |
| 130770113    | Tollancingo                                          | 126              | 0.075          | Rural            | Ranchería           |
| 130770062    | Santiago Caltengo (Buenos Aires)                     | 122              | 0.072          | Rural            | Ranchería           |
| 130770104    | Emiliano Zapata [Colonia]                            | 121              | 0.072          | Rural            | Ranchería           |
| 130770065    | San Rafael Loma Bonita (Ejido Santa Ana Hueytlalpan) | 117              | 0.069          | Rural            | Ranchería           |
| 130770084    | Pozas Encantadas                                     | 110              | 0.065          | Rural            | Ranchería           |
| 130770090    | Los Álamos                                           | 109              | 0.065          | Rural            | Ranchería           |
| 130770091    | Guadalupe [Colonia]                                  | 97               | 0.058          | Rural            | Ranchería           |
| 130770119    | Santa Fe [Colonia]                                   | 95               | 0.056          | Rural            | Ranchería           |
| 130770088    | Atlalpan                                             | 80               | 0.048          | Rural            | Ranchería           |
| 130770114    | Ejido Jaltepec                                       | 63               | 0.037          | Rural            | Ranchería           |
| 130770121    | Ejido San Dionisio                                   | 61               | 0.036          | Rural            | Ranchería           |
| 130770082    | Ejido Huapalcalco                                    | 60               | 0.036          | Rural            | Ranchería           |
| 130770085    | La Presa de Santa Ana                                | 60               | 0.036          | Rural            | Ranchería           |
| 130770016    | San Francisco Huatengo                               | 52               | 0.031          | Rural            | Ranchería           |
| 130770111    | San Rafael el Jagüey (Ejido Santa Ana Hueytlalpan)   | 52               | 0.031          | Rural            | Ranchería           |
| 130770112    | San Rafael Loma Bonita (Ejido Tulancingo)            | 52               | 0.031          | Rural            | Ranchería           |
| 130770109    | San Rafael el Jagüey (Ejido Santa María Asunción)    | 48               | 0.029          | Rural            | Ranchería           |
| 130770115    | Ejido Santa Ana Hueytlalpan                          | 44               | 0.026          | Rural            | Ranchería           |
| 130770093    | San Rafael los Teteles                               | 43               | 0.026          | Rural            | Ranchería           |
| 130770095    | Lomas de Tulancingo                                  | 37               | 0.022          | Rural            | Ranchería           |
| 130770014    | Ojo de Agua                                          | 36               | 0.021          | Rural            | Ranchería           |
| 130770076    | Huitititla                                           | 34               | 0.020          | Rural            | Ranchería           |
| 130770120    | Ejido Jaltepec                                       | 30               | 0.018          | Rural            | Ranchería           |
| 130770122    | Ejido Tulancingo                                     | 30               | 0.018          | Rural            | Ranchería           |
| 130770110    | Ejido Zapotlán de Allende                            | 26               | 0.015          | Rural            | Ranchería           |
| 130770060    | Las Piletas                                          | 24               | 0.014          | Rural            | Ranchería           |
| 130770116    | Agua Escondida                                       | 19               | 0.011          | Rural            | Ranchería           |
| 130770069    | San Pablo                                            | 19               | 0.011          | Rural            | Ranchería           |
| 130770077    | Buenos Aires [Rancho]                                | 13               | 0.008          | Rural            | Ranchería           |
| 130770092    | Ejido Huapalcalco                                    | 13               | 0.008          | Rural            | Ranchería           |
| 130770117    | Ejido Huapalcalco (Las Ánimas)                       | 13               | 0.008          | Rural            | Ranchería           |
| 130770118    | Los Laureles                                         | 9                | 0.005          | Rural            | Ranchería           |
| 130770107    | La Presa (Minas de Metilatla)                        | 4                | 0.002          | Rural            | Ranchería           |
| 130770101    | San Cayetano                                         | 4                | 0.002          | Rural            | Ranchería           |
| 130770103    | San Isidro [Rancho]                                  | 4                | 0.002          | Rural            | Ranchería           |
| 130770086    | Chimilpa                                             | 2                | 0.001          | Rural            | Ranchería           |
| 130770066    | Santa Isabel [Rancho]                                | 2                | 0.001          | Rural            | Ranchería           |
| 130770123    | Parte Alta de Cuauhtémoc                             | 1                | 0.001          | Rural            | Ranchería           |

## Política
Se erigió como municipio el 6 de agosto de 1824. El Honorable Ayuntamiento está compuesto por: un presidente municipal, un síndico, 13 regidores, y 82 delegados municipales. De acuerdo al Instituto Nacional electoral (INE) el municipio está integrado por 54 secciones electorales, de la 1502 a la 1555. Para la elección de diputados federales a la Cámara de Diputados de México y diputados locales al Congreso de Hidalgo, se encuentra integrado al IV Distrito Electoral Federal de Hidalgo y al XI Distrito Electoral Local de Hidalgo. A nivel estatal administrativo pertenece a la Macrorregión II y a la Microrregión XXVI, además de a la Región Operativa VII Tulancingo.

### Cronología de presidentes municipales
| Periodo                  | Nombre                                   | Afiliación política        |
| ------------------------ | ---------------------------------------- | -------------------------- |
| 1949-1952                | Ignacio de la Torre                      | PRI                        |
| 1952-1954                | Mariano Madariaga E.                     | PRI                        |
| 1954                     | Federico López C.                        | PRI                        |
| 1955-1958                | Cristóbal Arrieta Álvarez                | PRI                        |
| 1958-1961                | Roberto Tello Ortiz                      | PRI                        |
| 1961-1964                | Roberto Valdespino C.                    | PRI                        |
| 1964-1967                | Fernando García Lira                     | PRI                        |
| 1967-1970                | José Luis Robles López                   | PRI                        |
| 1970-1973                | Fortino Velazco Iza                      | PRI                        |
| 1973-1976                | Javier Castelán Canales                  | PRI                        |
| 1976-1979                | Jorge Berganza de la Torre               | PRI                        |
| 1979-1982                | Eduardo del Villar Kretchmar             | PRI                        |
| 1982-1985                | Víctor E. Saucedo D.                     | PRI                        |
| 1985-1988                | Aurelio Marín Huazo                      | PRI                        |
| 1988-1991                | Fortino Velazco Iza                      | PRI                        |
| 1991-1994                | Santos Marroquín M.                      | PRI                        |
| 16/01/1994 al 1995       | Óscar Bitar Haddad                       | PRI                        |
| 1995 al 15/01/1997       | Alberto Aranda Del Villar                | PRI                        |
| 16/01/1997 al 15/01/2000 | Jorge Jesús Berganza Linares             | PRI                        |
| 16/01/2000 al 15/01/2003 | Juan Gómez Martínez                      | PAN                        |
| 16/01/2003 al 15/01/2006 | Mario Macías Muñoz                       | PRI                        |
| 16/01/2006 al 15/01/2009 | Ricardo Bravo Delgadillo                 | PRD                        |
| 16/01/2009 al 15/01/2012 | Cesáreo Jorge Márquez Alvarado           | Mas x Hidalgo              |
| 16/01/2012 al 04/09/2016 | Julio César Soto Márquez                 | PAN                        |
| 05/09/2016 al 04/09/2020 | Fernando Pérez Rodríguez                 | Un Hidalgo con Rumbo       |
| 05/09/2020 al 14/12/2020 | Fernando Lemus Rodríguez                 | Concejo Municipal Interino |
| 15/12/2020 al 30/05/2024 | Cesáreo Jorge Márquez Alvarado           | PRI                        |
| 19/06/2024 al 05/09/2024 | Eusebio Cristóbal Aquileo Hernández Apan | Presidente Sustito         |
| 05/09/2024 al 04/09/2027 | Lorena García Cázares                    | Morena                     |

## Economía

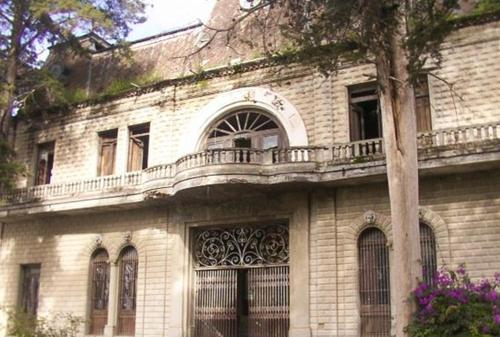
Antigua hacienda de Exquitlán, inmueble del siglo XVIII.

En 2015 el municipio presenta un IDH de 0.764 Alto, por lo que ocupa el lugar 14.º a nivel estatal; y en 2005 presentó un PIB de $9,330,580,494.00 pesos mexicanos, y un PIB per cápita de $71,810.00 (precios corrientes de 2005). Se estima que Tula aporta el 47.6 por ciento del producto interno bruto Estatal.
De acuerdo con el Consejo Nacional de Evaluación de la Política de Desarrollo Social (Coneval), el municipio registra un Índice de Marginación Muy Bajo. El 44.9% de la población se encuentra en pobreza moderada y 11.6% se encuentra en pobreza extrema. En 2015, el municipio ocupó el lugar 19 de 84 municipios en la escala estatal de rezago social.
A datos de 2015, en materia de agricultura los principales cultivos son maíz, cebada en grano, frijol, trigo en grano y maíz forraje. En ganadería siendo las aves las de mayor volumen de producción, en seguida el ganado bovino, ovino, porcino y caprino.
Para 2015 se cuenta con 8881 unidades económicas, que generaban empleos para 2 940 personas. En lo que respecta al comercio, se cuenta con once tianguis, dos tiendas Diconsa, y ocho lecheras Liconsa; además de cuatro mercados públicos, un rastro y una central de abasto. De acuerdo con cifras al año 2015 presentadas en los censos económicos del INEGI, la Población Económicamente Activa (PEA) del municipio asciende a 66 937 personas de las cuales 64 824 se encuentran ocupadas y 2113 se encuentran desocupadas. El 5.44%, pertenece al sector primario, el 26.18% pertenece al sector secundario, el 66.47% pertenece al sector terciario y el 1.91% no especificaron.
En el año 2000 la economía de Tulancingo de Bravo era catalogada como la cuarta más importante a nivel estatal; durante 2005 fue la segunda economía dentro del estado.[cita requerida] Debido a la caída en los servicios manufactureros, aunado a la caída de los precios de los productos agrícolas (rama de la cual fue también fuerte la economía del municipio), a partir del 2008 ha perdido un lugar ubicándose en la sexta economía a nivel estatal. Para el año 2010 la economía del municipio de Tulancingo está especializada en el comercio, dejando en un segundo plano a la industria manufacturera y después al sector agropecuario.